# Fritton (Great Yarmouth)
Fritton – wieś w Anglii, w Norfolk. W 1961 wieś liczyła 192 mieszkańców.